# Naczelni dowódcy British Army

Flaga armii brytyjskiej

Naczelny dowódca British Army w latach 1672–1904 nosił tytuł Naczelnego dowódcy Sił Zbrojnych (ang. Commander-in-Chief of the Forces lub po prostu Commander-in-Chief, C-in-C). Naczelny dowódca nie zasiadał w gabinecie, a od 1870 r. podlegał ministerstwu wojny. Urząd został zniesiony w 1904 r. i zastąpiony przez szefa Sztabu Generalnego (ang. Chief of the General Staff), który w 1908 r. został zastąpiony przez szefa Imperialnego Sztabu Generalnego (ang. Chief of the Imperial General Staff). Od 1964 r. naczelnym dowódcą British Army jest szef Sztabu Generalnego.

## Lista naczelnych dowódców British Army

### Naczelni dowódcy Sił Zbrojnych
- 1674 – 1679 : James Scott, 1. książę Monmouth
- 1679 – 1690 : vacat
- 1690 – 1691 : John Churchill, 1. hrabia Marlborough
- 1691 – 1711 : książę Meinhardt Schomberg
- 1711 – 1714 : James Butler, 2. książę Ormonde
- 1714 – 1744 : vacat
- 1744 – 1744 : John Dalrymple, 2. hrabia Stair
- 1745 – 1744 : George Wade
- 1745 – 1757 : Wilhelm August Hanowerski, 1. książę Cumberland
- 1757 – 1759 : John Ligonier, 1. hrabia Ligonier
- 1759 – 1766 : vacat
- 1766 – 1769 : John Manners, markiz Granby
- 1769 – 1778 : vacat
- 1778 – 1782 : Jeffrey Amherst, 1. baron Amherst
- 1782 – 1793 : Henry Seymour Conway
- 1793 – 1795 : Jeffrey Amherst, 1. baron Amherst
- 1795 – 1809 : Fryderyk August Hanowerski, książę Yorku i Albany
- 1809 – 1811 : David Dundas
- 1811 – 1827 : Fryderyk August Hanowerski, książę Yorku i Albany
- 1827 – 1828 : Arthur Wellesley, 1. książę Wellington
- 1828 – 1842 : Rowland Hill, 1. wicehrabia Hill
- 1842 – 1852 : Arthur Wellesley, 1. książę Wellington
- 1852 – 1856 : Henry Hardinge, 1. wicehrabia Hardinge
- 1856 – 1895 : Jerzy Hanowerski, książę Cambridge
- 1895 – 1900 : Garnet Wolseley, 1. wicehrabia Wolseley
- 1900 – 1904 : Frederick Roberts, 1. hrabia Roberts

### Szefowie Sztabu Generalnego
- 1904 – 1908 : Neville Lyttleton
- 1908 – 1908 : William Nicholson

### Szefowie Imperialnego Sztabu Generalnego
- 1908 – 1912 : William Nicholson, 1. baron Nicholson
- 1912 – 1914 : John French
- 1914 – 1914 : Charles Douglas
- 1914 – 1915 : James Murray
- 1915 – 1915 : Archibald Murray
- 1915 – 1918 : William Robertson
- 1918 – 1922 : Henry Hughes Wilson
- 1922 – 1926 : Frederick Lambard, 10. hrabia Cavan
- 1926 – 1933 : George Milne
- 1933 – 1936 : Archibald Armar Montgomery-Massingberd
- 1936 – 1937 : Cyril Deverell
- 1937 – 1939 : John Vereker, 6. wicehrabia Gort
- 1939 – 1940 : Edmund Ironside
- 1940 – 1941 : John Dill
- 1941 – 1946 : Alan Brooke
- 1946 – 1948 : Bernard Montgomery, 1. wicehrabia Montgomery of Alamein
- 1948 – 1952 : William Slim
- 1952 – 1955 : John Harding
- 1955 – 1958 : Gerald Templer
- 1958 – 1961 : Francis Festing
- 1961 – 1964 : Richard Amyatt Hull

### Szefowie Sztabu Generalnego
- 1964 – 1965 : Richard Amyatt Hull
- 1965 – 1968 : James Cassels
- 1968 – 1971 : Geoffrey Baker
- 1971 – 1973 : Michael Carver
- 1973 – 1976 : Peter Mervyn Hunt
- 1976 – 1979 : Roland Gibbs
- 1979 – 1982 : Edwin Bramall
- 1982 – 1985 : John Wilfred Stanier
- 1985 – 1989 : Nigel Bagnall
- 1989 – 1992 : John Chapple
- 1992 – 1994 : Peter Inge
- 1994 – 1997 : Charles Guthrie
- 1997 – 2000 : Roger Neil Wheeler
- 2000 – 2003 : Michael Walker
- 2003 – 2006 : Mike Jackson
- 2006 – 2009 : Richard Dannatt
- 2009 – 2010 : David Richards
- 2010 – 2014 : Peter Wall
- 2014 – 2018 : Nick Carter
- 2018 – 2022 : Mark Carleton-Smith
- 2022 – 2024 : Patrick Sanders
- od 2024 : Roland Walker